# منتخب الولايات المتحدة لكرة القدم للسيدات
منتخب الولايات المتحدة لكرة القدم للسيدات (بالإنجليزية: United States women's national soccer team) هو ممثل الولايات المتحدة الرسمي في رياضة كرة القدم النسائية. يدار من قبل الاتحاد الأمريكي لكرة القدم وينافس في منطقة الكونكاف.  حقق هذا المنتخب الكثير من الإنجازات العالمية. أصبح في المركز الأول في تصنيف فيفا العالمي منذ 2008 وحتى 2014 ثم عاد في المرتبة الأولى من 2015 وحتى الآن. يعتبر الفريق الأكثر نجاحا في تاريخ كرة القدم النسائية بحصوله على كأس العالم أربع مرات وفوزه في المنافسات الأولمبية خمس مرات.

## التاريخ
النشأة في العقد 1980
دفع قانون الحقوق المدنية الفيدرالية في الولايات المتحدة الأمريكية في عام 1972 ، والذي يحظر التمييز على أساس الجنس في برامج التعليم الممولة اتحاديًا ، إلى إنشاء فرق كرة قدم جامعية في جميع أنحاء الولايات المتحدة في وقت كانت فيه كرة القدم النسائية تتزايد شعبيتها على المستوى الدولي. كلف اتحاد كرة القدم الأمريكي المدرب مايك رايان باختيار قائمة من لاعبي الكلية للمشاركة في بطولة موندياليتو لعام 1985 في إيطاليا ، وهي أولى مبارياتها في كرة القدم الدولية للسيدات. لعب الفريق أول مباراة له في 18 أغسطس 1985 ، وخسر 1-0 أمام إيطاليا ، وأنهى البطولة في المركز الرابع بعد أن فشل في الفوز بالمباريات المتبقية ضد الدنمارك وإنجلترا.
على الرغم من الخسارة في البطولة ، فإن المباراة الأولى ضد إيطاليا نشأت أهزوجة شهيرة للولايات المتحدة باسم «أوسا أوسا أوسا آه!». خلال المباراة ، فاز أسلوب اللعب والأداء الرياضي للولايات المتحدة في النهاية بالجماهير الإيطالية. ولدهشة الفريق ، بدأ الإيطاليون يصفقون للولايات المتحدة ، الذين أطلقوا عليهم اسم «أوسا». أثار هذا الدعم المفاجئ من الإيطاليين إعجاب الولايات المتحدة لدرجة أن الفريق قرر تبني لفظ الإيطاليين المحبب باعتباره هتافه الجديد الذي سيستخدمه لإنهاء تجمعاته قبل المباراة. منذ ذلك الحين ، اختتمت الولايات المتحدة كل تجمع قبل المباراة بالترديد نفسه ، «أوسا أوسا أوسا آه!» كدعوة للعودة إلى حيث بدأ كل شيء في عام 1985 لتكريم إرث أولئك الذين جاءوا من قبل.
تم التعاقد مع مدرب جامعة نورث كارولينا أنسون دورانس كأول مدير متفرغ للفريق في عام 1986 بهدف تشكيل فريق نسائي تنافسي في موندياليتو القادمة وفي البطولات المستقبلية. في موندياليتو الأول تحت قيادة دورانس ، هزمت الولايات المتحدة الصين والبرازيل واليابان قبل أن تنهي المركز الثاني بعد إيطاليا. أعطى دورانس الظهور مع المنتخب الوطني للاعبين المراهقين ، بما في ذلك نجوم المستقبل ميا هام وجولي فودي وكريستين ليلي ، بدلاً من لاعبي الكلية الذين يفضلهم الاتحاد. لعبت الولايات المتحدة في عام 1988 بطولة دعوة FIFA للسيدات في الصين ، وهي مسابقة أقرها الفيفا لاختبار جدوى بطولة سيدات منتظمة ، وخسرت في الدور ربع النهائي أمام بطل نهائي النرويج.
العقد 1990 م
بعد بطولة 1988 ، أعلن FIFA عن خطط لبطولة جديدة للسيدات ، أطلق عليها اسم «بطولة العالم الأولى لكرة القدم للسيدات» لكأس M&M حتى تم إعطاؤها بأثر رجعي اسم «كأس العالم». تأهلت الولايات المتحدة للبطولة بفوزها ببطولة الكونكاكاف الافتتاحية للسيدات ، التي استضافتها هايتي في أبريل 1991 ، متفوقة على منافساتها 49-0 على مركز كونكاكاف الوحيد في البطولة. لعب الفريق عدة مباريات استعراضية في الخارج ضد خصوم أوروبيين للتحضير لبطولة العالم ، بينما استقال لاعبوه من وظائفهم المعتادة للتدريب بدوام كامل مقابل تعويض ضئيل. استخدم دورانس تشكيل 4-3-3 الذي قاده للأمام ميشيل أكيرز ستال والأجنحة كارين جينينغز وأبريل هاينريش.
في كأس العالم للسيدات ، فازت الولايات المتحدة في جميع مبارياتها الثلاث في دور المجموعات وتفوقت على خصومها 11-2. في المباراة الافتتاحية ضد السويد ، تقدمت الولايات المتحدة 3-0 في وقت مبكر من الشوط الثاني ، لكنها استقبلت هدفين لتنهي المباراة بفوز 3-2. تقدمت الولايات المتحدة بالفوز 5-0 في مباراتها الثانية ضد البرازيل و3-0 في مباراتها الثالثة ضد اليابان في الأيام التالية ، حيث انتزعت المركز الأول في المجموعة ومقعدا في ربع النهائي. تقدمت الولايات المتحدة بفوزها 7-0 في ربع النهائي على تايبيه الصينية ، مدعومًا بأداء من خمسة أهداف من قبل أكيرز-ستال في أول خمسين دقيقة من المباراة.
في الدور قبل النهائي ضد ألمانيا ، سجلت كارين جينينغز ثلاثية في الشوط الأول ليحسم الفريق مكانًا في المباراة النهائية بفوزه 5-2. جذبت انتصارات الفريق غير المتوازنة في الجولات السابقة انتباه وسائل الإعلام الأمريكية ، لكن المباراة النهائية لم تُبث على الهواء مباشرة في الولايات المتحدة. فازت الولايات المتحدة باللقب الافتتاحي لكأس العالم للسيدات بفوزها على النرويج 2-1 في المباراة النهائية ، التي لعبت أمام 65000 متفرج في استاد تيانهي في غوانزو ، حيث سجلت أكيرز-ستال هدفين ليصنع ويعيد التقدم للأمريكيين. أنهت أكيرز-ستال كأفضل هدافة في البطولة برصيد عشرة أهداف ، وحصلت كارين جينينغز على الكرة الذهبية كأفضل لاعبة في البطولة.
على الرغم من فوزهن بكأس العالم للسيدات ، ظل الفريق الأمريكي في غموض نسبي وتلقى ترحيبا صغيرا من العديد من مسؤولي اتحاد كرة القدم الأمريكي عند وصولهم إلى مطار جون إف كينيدي الدولي في مدينة نيويورك. تم منح الفريق موارد أقل واهتمام قليل من الاتحاد حيث ركزوا على تحسين المنتخب الوطني للرجال استعدادًا لكأس العالم للرجال 1994 التي ستستضيفها الولايات المتحدة. تم وضع فريق السيدات في فترة توقف بعد البطولة ، حيث لعب مرتين فقط في عام 1992 ، لكنه عاد في العام التالي للعب في عدة بطولات استضافتها قبرص وكندا والولايات المتحدة ، بما في ذلك لقب بطولة الكونكاكاف الثاني. كان البرنامج لا يزال مدعومًا بشكل أفضل من برنامج الاتحاد السوفيتي السابق ، حيث كانت كرة القدم تعتبر «لعبة للرجال».
لعبت الولايات المتحدة في العديد من البطولات الودية للتحضير لكأس العالم للسيدات 1995 FIFA وحملتها التأهيلية. الأولى كانت انطلاق كأس الغارف في البرتغال ، والتي شهدت فوز الفريق في مباراتيه في دور المجموعات لكنه خسر 1-0 أمام النرويج في المباراة النهائية. تبع ذلك فوزًا في كأس تشيكيتا ، وهي بطولة استعراضية استضافتها في أغسطس على الساحل الشرقي للولايات المتحدة ضد ألمانيا والصين والنرويج. استقال دورانس من منصبه كمدرب رئيسي في أوائل أغسطس وحل محله مساعده توني ديسيكو ، حارس مرمى محترف سابق لعب في دوري كرة القدم الأمريكية. قاد ديسيكو الولايات المتحدة إلى مكان في كأس العالم للسيدات بفوزها ببطولة CONCACAF 1994 ، حيث سجل الفريق 36 هدفًا وتلقى هدفًا واحدًا فقط.
في فبراير 1995 ، افتتح برنامج النساء في الولايات المتحدة مركز تدريب وعلاج دائم في سانفورد ، فلوريدا ، وبدأ سلسلة من المباريات الودية التي دفعتها شركة نايكي الأمريكية. تصدّر الفريق مجموعته في كأس العالم للسيدات ، على الرغم من التعادل 3-3 مع الصين في المباراة الافتتاحية وخسارة الحارسة بريانا سكوري ببطاقة حمراء في مباراتهما الثانية. شرعت الولايات المتحدة في الفوز على اليابان 4-0 في ربع النهائي ، لكنها خسرت 1-0 أمام النرويج البطل في نهاية المطاف في الدور نصف النهائي. أنهى الفريق المركز الثالث بفوزه 2-0 في مباراة ضد الصين.
فاز الفريق بالميدالية الذهبية في افتتاح دورة كرة القدم للسيدات الأولمبية في دورة الألعاب الأولمبية الصيفية لعام 1996 ، وهزم الصين 2-1 في المباراة النهائية أمام حشد من 76,481 مشجعًا. بدأت جولي فودي وكريستين ليلي وبقية فريق 1999 ثورة نحو الرياضات الجماعية النسائية في أمريكا. جاء فوز مؤثر في كأس العالم 1999 ، عندما هزموا الصين 5-4 في ركلات الترجيح بعد التعادل 0-0 بعد الوقت الإضافي. وبهذا الفوز صعدوا إلى المسرح العالمي وجلبوا اهتمامًا إعلاميًا كبيرًا لكرة القدم النسائية وألعاب القوى. في 10 يوليو 1999 ، ملأ أكثر من 90.000 شخص (أكبر حدث رياضي نسائي على الإطلاق وواحد من أكبر أعداد الحضور في العالم لنهائي لعبة البطولة) بامتلاء روز بول لمشاهدة الولايات المتحدة وهي تلعب مع الصين في النهائي. بعد مباراة ذهابًا وإيابًا ، كانت النتيجة متعادلة 0-0 بالوقت الكامل ، وظلت كذلك بعد الوقت الإضافي ، مما أدى إلى ركلات الترجيح. مع تصدي بريانا سكوري للركلة الثالثة للصين ، كانت النتيجة 4-4 ولم يتبق سوى براندي تشاستين للتسديد. وسجلت وفازت في المباراة لصالح الولايات المتحدة. سقطت تشاستين على ركبتيها وخلعت قميصها ، واحتفلت وهي مرتدية حمالتها الصدرية الرياضية ، والتي ظهرت فيما بعد على غلاف مجلة Sports Illustrated والصفحات الأولى من الصحف في جميع أنحاء البلاد والعالم. هذا الفوز دفع العديد من الفتيات إلى الرغبة في اللعب في فريق كرة قدم.
العقد 2000
في كأس العالم للسيدات 2003 FIFA ، هزمت الولايات المتحدة النرويج 1-0 في ربع النهائي لكنها خسرت 0-3 أمام ألمانيا في نصف النهائي. ثم هزم الفريق كندا 3-1 ليحتل المركز الثالث. كانت آبي وامباك هدافة الفريق برصيد ثلاثة أهداف ، في حين أن جوي فوسيت وشانون بوكس كانوا من فريق كل النجوم في البطولة. في أولمبياد 2004 ، آخر بطولة دولية كبرى لهام وفودي ، فازت الولايات المتحدة بالميدالية الذهبية ، حيث فازت 2-1 على البرازيل في المباراة النهائية بهدف بالوقت إضافي من وامباك.
في كأس العالم للسيدات 2007 FIFA ، هزمت الولايات المتحدة إنجلترا 3-0 في ربع النهائي لكنها عانت بعد ذلك من أكبر خسارة غير متوازنة في تاريخ الفريق عندما خسرت أمام البرازيل 0-4 في الدور قبل النهائي. تعافت الولايات المتحدة لهزيمة النرويج لتحتل المركز الثالث. كانت آبي وامباك هدافة الفريق برصيد 6 أهداف ، وكانت كريستين ليلي هي الأمريكية الوحيدة التي تم إضافتها في فريق كل النجوم في البطولة.
فاز الفريق بميدالية ذهبية أخرى في أولمبياد 2008 ،  لكن الاهتمام بالمنتخب الوطني للسيدات قد تضاءل منذ أدائهم في كأس العالم 99. ومع ذلك ، تم إنشاء ثاني دوري احترافي للسيدات في مارس 2009 ، باسم كرة القدم للمحترفات النسائية.
العقد 2010
في ربع نهائي كأس العالم للسيدات 2011 في ألمانيا ، هزمت الولايات المتحدة البرازيل 5-3 بركلات الترجيح. تم التصويت لهدف آبي وامباك في الدقيقة 122 لتعادل المباراة 2-2 كأعظم هدف في تاريخ كرة القدم الأمريكية وأعظم هدف في تاريخ كأس العالم للسيدات. ثم فازت الولايات المتحدة على فرنسا 3-1 في نصف النهائي ، لكنها خسرت أمام اليابان 3-1 بركلات الترجيح في النهائي بعد التعادل 1–1 في الوقت الأصلي و2–2 في الوقت الإضافي. تم اختيار هوب سولو كأفضل حارسة مرمى في البطولة وفازت آبي وامباك بالكرة الفضية كثاني أفضل لاعبة في البطولة.
في دورة الألعاب الأولمبية الصيفية 2012 ، فازت الولايات المتحدة بالميدالية الذهبية للمرة الرابعة في خمس دورات أولمبية بفوزها على اليابان 2-1 أمام 80,203 مشجع في ملعب ويمبلي ، وهو رقم قياسي لمباراة كرة قدم للسيدات في الأولمبياد. تقدمت الولايات المتحدة لمواجهة اليابان على الميدالية الذهبية بفوزها في نصف النهائي ضد كندا ، بنتيجة 4-3 في نهاية الوقت الإضافي. كان أولمبياد لندن 2012 هي المرة الأولى التي يفوز فيها فريق الولايات المتحدة النسائي بكل مباراة في طريقه إلى الميدالية الذهبية وسجل رقمًا قياسيًا للفريق الأولمبي للسيدات بتسجيل 16 هدفًا.
بدأ الدوري الوطني لكرة القدم النسائية في عام 2013 ، وقدم مباريات تنافسية وكذلك فرصًا للاعبات على هامش الفريق. كان لدى الولايات المتحدة 43 مباراة متتالية بدون هزيمة امتدت على مدى عامين - بدأت السلسلة بفوز 4-0 على السويد في كأس الغارف 2012 ، وانتهت بعد خسارة 1-0 أمام السويد في كأس الغارف 2014.

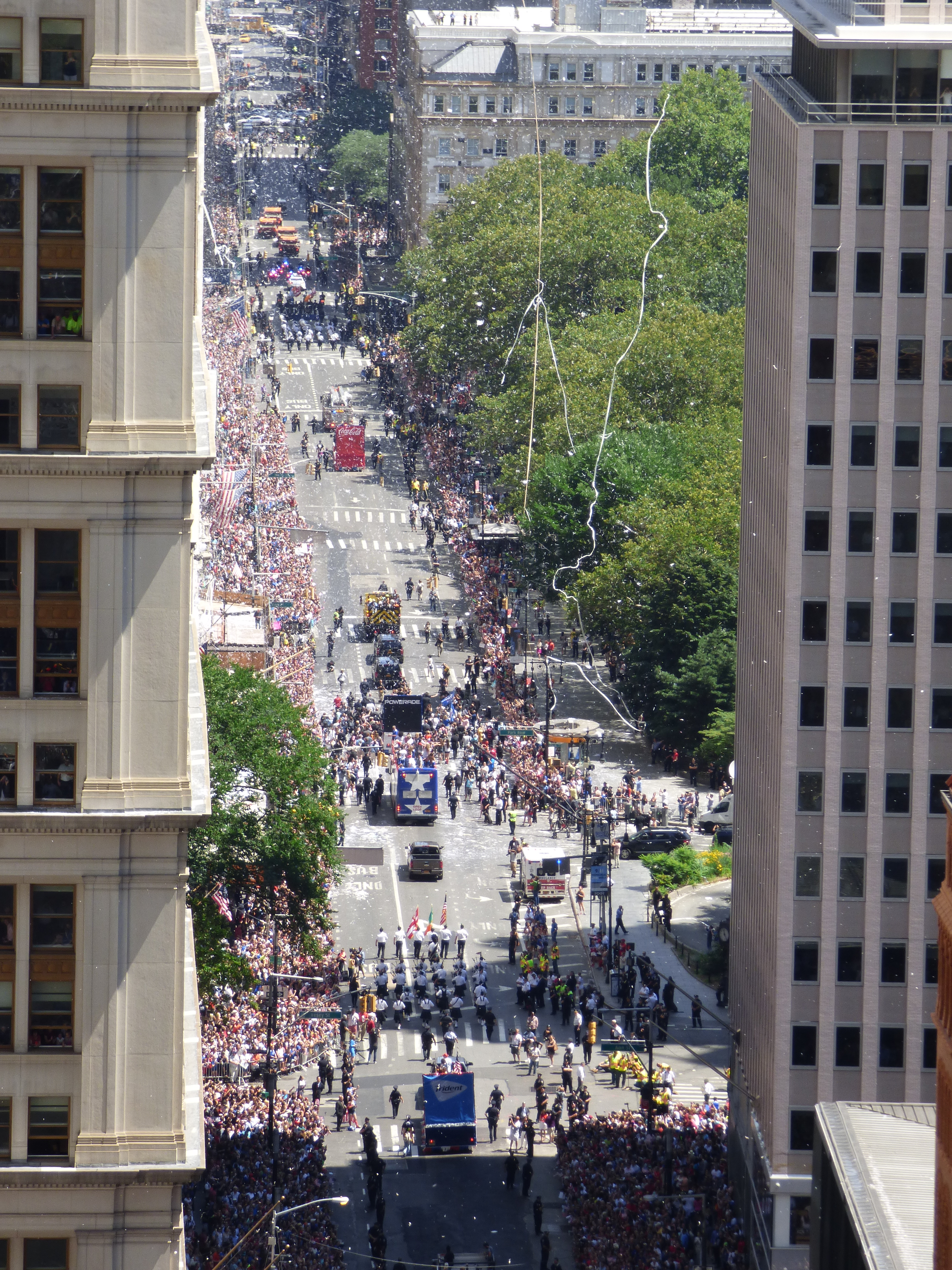
موكب الأشرطة الورقية في مانهاتن احتفالا بفوز فريق الولايات المتحدة للسيدات في كأس العالم 2015.

هزمت الولايات المتحدة اليابان 5-2 في نهائي كأس العالم 2015 ، لتصبح أول فريق في التاريخ يفوز بثلاثة ألقاب لكأس العالم للسيدات. في الدقيقة 16 ، حققت كارلي لويد أسرع ثلاثية من البداية في تاريخ كأس العالم ، وتم الترحيب بآبي وامباك بحفاوة بالغة في آخر مباراة لها في كأس العالم. بعد فوزهم بكأس العالم 2015 ، تم تكريم الفريق بموكب الأشرطة الورقية في مدينة نيويورك ، وهو الأول لفريق رياضي نسائي ، وتم تكريمهم من قبل الرئيس باراك أوباما في البيت الأبيض. في 16 ديسمبر 2015 ، ومع ذلك ، الخسارة 0-1 أمام الصين في مباراة وامباك الأخيرة تعني خسارة الفريق الأولى على أرضه منذ 2004 ، منهية 104 مباراة متتالية دون هزيمة.
في دورة الألعاب الأولمبية الصيفية لعام 2016 ، تعادلت الولايات المتحدة ضد السويد في ربع النهائي ؛ في مرحلة ركلات الجزاء ، فازت السويد بالمباراة 4-3. كانت الخسارة هي المرة الأولى التي لم يتقدم فيها فريق الولايات المتحدة للسيدات إلى مباراة الميدالية الذهبية للأولمبياد ، والمرة الأولى التي فشل فيها فريق الولايات المتحدة للسيدات في التقدم إلى الدور نصف النهائي من بطولة كبرى.
بعد الهزيمة في أولمبياد 2016 ، خضع فريق الولايات المتحدة للسيدات لمدة عام من التجارب والتي شهدت خسارة 3 مباريات على أرضه. إن لم يكن من أجل العودة للفوز على البرازيل ، كان فريق الولايات المتحدة للسيدات على وشك خسارة 4 مباريات على أرضه في عام واحد ، وهو مستوى منخفض لم يسبق له مثيل من قبل فريق الولايات المتحدة للسيدات. شهد عام 2017 لعب فريق الولايات المتحدة للسيدات 12 مباراة ضد فرق تم تصنيفها ضمن أفضل 15 فريقًا في العالم.
طوال عام 2018 ، حققت الولايات المتحدة فوزين رئيسيين في البطولة ، حيث فازت بكأس SheBelieves  وبطولة الأمم. من ثم سيدخل الفريق في التصفيات المؤهلة لكأس العالم للسيدات 2019 FIFA في 21 مباراة متتالية بدون هزيمة وسيطرة على المنافسة ، وفاز الفريق في جميع مبارياته الخمس والبطولة أثناء التأهل لكأس العالم بالإضافة إلى تسجيله 18 هدفًا دون تلقي أي أهداف. في 8 نوفمبر 2018 ، حققت الولايات المتحدة انتصارها رقم 500 في تاريخ الفريق بعد الفوز 1-0 على البرتغال. شهدت بداية عام 2019 خسارة الولايات المتحدة خارج أرضها أمام فرنسا ، 3-1 ، مسجلاً نهاية 28 مباراة متتالية بدون هزيمة وخسارتهم الأولى منذ هزيمتهم 1-0 أمام أستراليا في يوليو 2017.
بدأ فريق الولايات المتحدة للسيدات حملته في كأس العالم للسيدات 2019 FIFA بفوزه 13-0 على تايلاند ، مسجلاً رقماً قياسياً جديداً في أهداف كأس العالم للسيدات. عادلت أليكس مورجان الرقم القياسي الذي حققته ميشيل أكيرز بتسجيل خمسة أهداف في مباراة واحدة في كأس العالم ، بينما سجل أربعة أهداف من زميلاتها في الفريق أول أهدافهم في كأس العالم في ظهورهم الأول في البطولة. تفوز الولايات المتحدة في مباراتها القادمة ضد تشيلي 3-0  قبل أن تختتم مرحلة المجموعات بفوزها 2-0 على السويد. ظهر الفريق كفائز بالمجموعة السادسة ويواصل بمواجهة إسبانيا في دور الـ16 ، والتي يهزمها 2-1 بفضل ركلتي جزاء ميجان رابينو. يحقق الفريق نتائج متطابقة في المباراتين المقبلتين. مع فوزهم 2-1 على فرنسا  ثم إنجلترا  الذين رأوا تقدمهم إلى نهائي كأس العالم للمرة الثالثة على التوالي ، لعبوا ضد هولندا على اللقب. تغلبوا على هولندا 2-0 في المباراة النهائية في 7 يوليو 2019 ، ليصبحوا أول فريق في التاريخ يفوز بأربعة ألقاب لكأس العالم للسيدات.
في 30 يوليو 2019 ، أعلنت جيل إليس أنها ستتنحى عن منصبها كمدرب رئيسي بعد انتهاء جولة الفريق بعد الفوز بكأس العالم في 6 أكتوبر 2019.
تم تعيين فلاتكو اندونوفسكي كمدرب رئيسي لفريق الولايات المتحدة للسيدات في أكتوبر 2019 ، ليحل محل إليس.
العقد 2020
بدأ فريق الولايات المتحدة للسيدات العقد الجديد بالفوز بكل من التصفيات الأولمبية للسيدات كونكاكاف لعام 2020 (والتي أهلت الفريق لدورة الألعاب الأولمبية الصيفية 2020) وألقاب كأس SheBelieves لعام 2020.
في أوائل مارس 2020 ، بسبب جائحة COVID-19 ، ألغى الاتحاد الأمريكي لكرة القدم (USSF) المباريات الودية لفريق الولايات المتحدة للسيدات التي كانت مقررة سابقًا ضد أستراليا والبرازيل. وفي وقت لاحق من نفس الشهر ، أعلنت اللجنة الأولمبية الدولية (IOC) وحكومة مدينة طوكيو أنه سيتم تأجيل دورة الألعاب الأولمبية الصيفية 2020 حتى يوليو 2021.

## صورة الفريق
التغطية الإعلامية
تم توفير التغطية التلفزيونية الأمريكية لبطولات كأس العالم للسيدات الخمس من 1995 إلى 2011 من قبل ESPN / ABC و Univision ، بينما تم منح حقوق التغطية لكأس العالم للسيدات الثلاث من 2015 إلى 2023 إلى Fox Sports و Telemundo. في مايو 2014 تم توقيع صفقة لتقسيم التغطية التلفزيونية لألعاب فريق الولايات المتحدة للسيدات الأخرى بين ESPN و Fox Sports و Univision حتى نهاية عام 2022. تم بث مباريات فريق الولايات المتحدة للسيدات في بطولة كونكاكاف للسيدات لعام 2014 وكأس الغارف 2015 بواسطة قناة Fox Sports.  ستبث إن بي سي البطولة الأولمبية حتى عام 2032.
حدد نهائي كأس العالم لعام 1999 الرقم القياسي الأصلي لأكبر جمهور تلفزيوني أمريكي لمباراة كرة قدم للسيدات بمتوسط 18 مليون مشاهد  وكان أكثر بث أمريكي باللغة الإنجليزية مشاهدة لأي مباراة كرة قدم حتى نهائي كأس العالم فيفا 2015 بين الولايات المتحدة واليابان.
كان نهائي كأس العالم للسيدات 2015 بين الولايات المتحدة واليابان أكثر مباريات كرة القدم مشاهدة - رجال أو سيدات - في تاريخ البث الأمريكي. بلغ متوسط عدد المشاهدين 23 مليون مشاهد ودرجات أعلى من نهائيات الدوري الأميركي للمحترفين ونهائيات كأس ستانلي. كانت المباراة النهائية أيضًا أكثر ما تم بثه باللغة الإسبانية-الأمريكية مشاهدة لمباراة كأس العالم للسيدات فيفا في التاريخ.
بشكل عام ، كان هناك أكثر من 750 مليون مشاهد لكأس العالم للسيدات 2015 ، مما يجعلها كأس العالم للسيدات الأكثر مشاهدة في التاريخ. كأس العالم للسيدات فيفا هي الآن ثاني أكثر بطولات فيفا مشاهدة ، حيث تجذب كأس العالم فيفا للرجال عدد أكبر من المشاهدين.
في الثقافة الشعبية
ظهرت قصة المنتخب الوطني للسيدات في الولايات المتحدة في العديد من الأعمال السائدة.
غطى كتاب قصصي سردي التاريخ الكامل للفريق من عام 1985 إلى عام 2019 بعنوان «الفريق الوطني: القصة الداخلية للمرأة التي غيرت كرة القدم» وتم ترشيحه إلى أفضل كتب فانيتي فير لعام 2019 وجعلها بقائمة كتب نهاية العام لـ NPR لعام 2019. صدر كتاب عن حملة الفريق لكأس العالم للسيدات 1999 ، «فتيات الصيف: فريق كرة القدم النسائي الأمريكي وكيف غير العالم» في عام 2001 وفي عام 2020 أعلنت Netflix عن فيلم يستند إلى الكتاب.
كان الفريق محور تركيز الفيلم الوثائقي Dare to Dream: قصة فريق كرة القدم النسائية الأمريكية لعام 2005 من إنتاج HBO. فيلم وثائقي آخر عن الفريق الفائز بكأس العالم 1999 بعنوان "99ers" أنتج من قبل اللاعبة السابقة جولي فودي و ESPN Films في عام 2013.
الحضور
سجل نهائي كأس العالم 1999 ، الذي هزمت فيه الولايات المتحدة الأمريكية الصين ، رقما قياسيا عالميا لحضور حدث رياضي نسائي بلغ 90,185 في عملية بيع في روز بول في جنوب كاليفورنيا. تم تحديد الرقم القياسي لحضور الألعاب الأولمبية لكرة القدم للسيدات في المباراة النهائية للأولمبياد لعام 2012 بين فريق الولايات المتحدة للسيدات واليابان ، مع 80،023 متفرجًا في ملعب ويمبلي.

## الجهاز الفني
| الدور                | الاسم             | تاريخ البدء |
| -------------------- | ----------------- | ----------- |
| المدرب               | ڤلاتكو اندونوڤسكى | أكتوبر 2019 |
| مساعد المدرب         | ميلان إيفانوفيتش  | نوفمبر 2019 |
| مساعد المدرب         | إيريكا دامباش     | يناير 2020  |
| مدرب حراس المرمى     | فيليب بول         | يناير 2020  |
| مدرب اللياقة البدنية | داون سكوت         | فبراير 2011 |
| تحديد المواهب        | بي جو سنو         | فبراير 2017 |

## لاعبات بارزات
- هوب سولو: حارسة المرمى منذ سنة 2000.
- ابي ومباك: مهاجمة منذ 2003 وهي ثاني أكثر لاعبة تهديفاً في الفريق الأمريكي وعالمياً.
- اليكس مورغان: مهاجمة الفريق منذ 2008 لفئة تحت 20 و2010 للسيدات.
- توبين هيث
- ميغان رابينو
- كارلي لويد

## الفريق
اللاعبات في التشكيلة الحالية تم استدعائهن للمباراة الودية ضد  المكسيك، في 5  و8 أبريل.

### التشكيلة الحالية
| الرقم | المركز | اللاعب        | تاريخ الميلاد (العمر) | لعب | سجل | النادي               |
| ----- | ------ | ------------- | --------------------- | --- | --- | -------------------- |
| 1     | حارس   | أليسا نير     | 20 أبريل 1988         | 28  | 0   | شيكاغو رد ستارز      |
| 18    | حارس   | جين كامبل     | 17 فبراير 1995        | 3   | 0   | هيوستن داش           |
| 24    | حارس   | آشلي هاريس    | 19 أكتوبر 1985        | 15  | 0   | أورلاندو برايد       |
|       |        |               |                       |     |     |                      |
| 4     | دفاع   | بيكي ساوربورن | 6 يونيو 1985          | 137 | 0   | يوتا رويلز (الكابتن) |
| 5     | دفاع   | كيلي أوهارا   | 4 أغسطس 1988          | 107 | 2   | يوتا رويلز           |
| 7     | دفاع   | آبي دالكيمبر  | 13 مايو 1993          | 18  | 0   | نورث كارولاينا كوريج |
| 16    | دفاع   | إيميلي سونيت  | 25 نوفمبر 1993        | 17  | 0   | بورتلاند ثورنز       |
| 17    | دفاع   | تينا ديفيدسون | 19 سبتمبر 1999        | 4   | 0   | ستانفورد كاردينال    |
| 10    | وسط    | كارلي لويد    | 16 يوليو 1982         | 252 | 100 | سكاي بلو             |
| 3     | وسط    | أندي سوليفان  | 20 ديسمبر 1995        | 10  | 0   | ستانفورد كاردينال    |
| 6     | وسط    | مورغان براين  | 26 فبراير 1993        | 74  | 6   | أولمبيك ليون         |
| 8     | وسط    | جولي إيرتز    | 6 أبريل 1992          | 59  | 15  | شيكاغو رد ستارز      |
| 9     | وسط    | ليندسي هوران  | 26 مايو 1994          | 49  | 5   | بورتلاند ثورنز       |
| 15    | وسط    | ميغان رابينو  | 5 يوليو 1985          | 135 | 36  | سياتل رين            |
| 20    | وسط    | آلي لونغ      | 13 أغسطس 1987         | 35  | 6   | بورتلاند ثورنز       |
| 11    | هجوم   | مالوري بيو    | 29 أبريل 1998         | 35  | 11  | واشنطن سبيرت         |
| 14    | هجوم   | صوفيا هيورتا  | 14 ديسمبر 1992        | 5   | 0   | شيكاغو رد ستارز      |
| 13    | هجوم   | أليكس مورغان  | 2 يوليو 1989          | 138 | 81  | أورلاندو برايد       |
| 19    | هجوم   | كريستل دن     | 3 يوليو 1992          | 63  | 23  | نورث كارولاينا كوريج |
| 23    | هجوم   | كريستين برس   | 29 ديسمبر 1988        | 98  | 44  | شيكاغو رد ستارز      |
| 12    | هجوم   | لين ويليامز   | 21 مايو 1993          | 18  | 4   | نورث كارولاينا كوريج |

### لاعبات استدعين مؤخرا
هنا قائمة بأسماء اللاعبات اللاتي تم إستدعائهن لتمثيل المنتخب في الأشهر ال12 الأخيرة.